# Rudolf Weber (Politiker, 1931)
Rudolf Weber (* 1931 in Basel; heimatberechtigt in Jens) ist ein ehemaliger Schweizer Politiker.

## Leben
Weber absolvierte die Grundschule in Basel und schloss 1949 eine kaufmännische Lehre beim Reisebüro Danzas ab. Nach ein paar Jahren als Abteilungsleiter in der Reisebranche gründete er 1960 ein eigenes Reisebüro. Zur Promotion hielt er Vorträge über Reisen nach Lappland und Russland. Ab 1973 spezialisierte er sich auf Gruppenreisen nach Afrika. 1996 liess er sich pensionieren. Er ist Aktionär bei über 60 Unternehmen und fällt an Generalversammlungen oft mit kritischen Beiträgen auf.
Weber ist verheiratet und wohnt in Rheinfelden. Er ist der Vater des Politikers Eric Weber.

## Politik
Rudolf Weber gehörte der Nationalen Aktion an. 1968 wurde er in den Grossen Rat des Kantons Basel-Stadt gewählt. Am 1. November 1970 wurde er als Nachfolger des zurückgetretenen James Schwarzenbach Zentralpräsident der Nationalen Aktion. Nach internen Querelen wurde er 1972 von Valentin Oehen abgelöst. Am 29. Januar 1972 gründete Weber in Basel die Partei der Unzufriedenen und stellte sich als Regierungsratskandidat auf. Bei den Regierungsratswahlen erzielte er am 5. März 1972 im ersten Wahlgang 5727 Stimmen (absolutes Mehr: 32'965 Stimmen) und im zweiten Wahlgang vom 19. März 1972 noch 694 Stimmen. Bei den Schweizer Parlamentswahlen 2003 kandidierte er auf der Liste seines Sohnes für den Nationalrat und erzielte 787 Stimmen.